# Moln över Sils Maria
Moln över Sils Maria (ursprungstitel Clouds of Sils Maria eller bara Sils Maria) är en engelskspråkig dramafilm från 2014 som är regisserad av Olivier Assayas. Filmen hade premiär i huvudtävlan vid filmfestivalen i Cannes 2014. Den tilldelades Louis Delluc-priset.

## Handling
Maria Enders (Juliette Binoche) har en framgångsrik skådespelarkarriär och en lojal assistent Valentine (Kristen Stewart). När en ung skådespelerska (Chloë Grace Moretz) tolkar en roll i en ny film – samma roll som hade gjort Enders berömd – börjar hennes värld falla sönder. Hemsökt av sitt tidigare liv, drar hon sig tillsammans med sin assistent tillbaka till den schweiziska staden Sils Maria.

## Om filmen
Moln över Sils Maria har vistas i SVT i april och maj 2021.

## Medverkande
- Juliette Binoche – Maria Enders
- Kristen Stewart – Valentine
- Chloë Grace Moretz – Jo-Ann Ellis
- Johnny Flenn – Christopher Giles
- Lars Eidinger – Klaus Diesterweg
- Hanns Zischler – Henryk Wald
- Brady Corbet – Piers Roaldson
- Aljoscha Stadelmann – Urs Kobler
- Luise Berndt – Nelly
- Angela Winkler – Rosa Melchior
- Gilles Tschudi – Burgermeister von Zurich
- Claire Tran – Mei-Ling
- Frank M. Ahearn – Oz